# JDA Dijon
El Jeanne d'Arc Dijon Bourgogne, más conocido como JDA Dijon es un club de baloncesto francés que tiene su sede en la localidad de Dijon. disputa sus partidos en el Palais des Sports Jean-Michel Geoffroy, con capacidad para 4.628 espectadores. Compite en la Pro A, la primera división del baloncesto francés.

## Historia
El club fue fundado en el año 1880, aunque la sección de baloncesto es lógicamente posterior (el deporte todavía no se había inventado). Presume de ser el club más antiguo del país. Llevaba 20 temporadas ininterrumpidas en la Liga Nacional de Baloncesto de Francia, hasta su descenso en 2010 a la Pro B. En 2011 vuelve a subir a la Pro A.

## Trayectoria
| Temporada | Nivel | Liga      | Pos. | Copa de Francia  | Leaders Cup      | Competiciones europeas | Competiciones europeas |  |
| --------- | ----- | --------- | ---- | ---------------- | ---------------- | ---------------------- | ---------------------- |  |
| 2010–11   | 2     | LNB Pro B | 2º   | 2ª ronda         |                  |                        |                        |  |
| 2011–12   | 1     | LNB Pro A | 9º   | 2ª ronda         |                  |                        |                        |  |
| 2012–13   | 1     | LNB Pro A | 7º   | 2ª ronda         |                  | 3 EuroChallenge        | TR                     |  |
| 2013–14   | 1     | LNB Pro A | 5º   | Semifinales      | Quarterfinalist  | 3 EuroChallenge        | L16                    |  |
| 2014–15   | 1     | LNB Pro A | 10º  | Semifinales      |                  |                        |                        |  |
| 2015–16   | 1     | LNB Pro A | 9º   | Octavos de final | Cuartos de final |                        |                        |  |
| 2016–17   | 1     | LNB Pro A | 12º  | Cuartos de final |                  |                        |                        |  |
| 2017–18   | 1     | LNB Pro A | 5º   | Ronda de 32      |                  |                        |                        |  |
| 2018–19   | 1     | LNB Pro A | 3º   |                  |                  |                        |                        |  |
| 2019–20   | 1     | LNB Pro A | 2º   | Suspendida       | Campeón          | 2 Champions League     | SF                     |  |
| 2020–21   | 1     | LNB Pro A | 1º   | Finalista        | Suspendida       | 3 Champions League     | RS                     |  |
| 2021–22   | 1     | LNB Pro A | 5º   | Octavos de final | Suspendida       | 3 Champions League     | EF                     |  |
| 2022–23   | 1     | LNB Pro A | 4º   | Cuartos de final |                  | 3 Champions League     | EF                     |  |

1. ↑  La temporada 2019–20 fue declarada nula debido a la pandemia del coronavirus. Dijon era segundo en la clasificación en ese momento.

## Jugadores célebres
- Mario Bennett
- Yakhouba Diawara
- Viktor Sanikidze
- Bruno Hamm
- Jean-Luc Deganis
- Laurent Sciarra
- Boniface N'Dong
- Makhtar N'Diaye
- Maleye N'Doye
- Curtis Berry
- Reggie Williams
- Bobby Dixon
- Charles Kahudi
- Nick Fazekas
- Keir Dullea

## Palmarés
- Finalista de la FIBA EuroCup Challenge (2003-04)
- 2x Campeón de la Copa de Francia (2006, 2024)
- Campeón del Match des Champions (2006)
- 2x campeón de la Semaine des As (2004 y 2020)
- Campeón de la Copa de la Liga (1993)
- 2x finalista de la liga francesa (2020 y 2021)
- Finalista de la Copa de Francia (2021)
- Finalista de la Pro B (2011)